# Гребенево (Ярославская область)
Гребенево — деревня в Угличском районе Ярославской области.

## География
Расположена в 10 км от Углича на берегу реки Вырезки, вскоре впадающей в реку Волгу с правого берега.
Часть деревни была затоплена при строительстве Угличской ГЭС. До постройки ГЭС в деревне располагался сельсовет и школа, переведённые после строительства плотины и наполнения водохранилища в соседние Маймеры.

## Население
| 2007 | 2010 |
| ---- | ---- |
| 15   | ↘10  |

Основную часть населения составляют дачники, приезжающие на лето. Постоянное население на 1 января 2007 года — 15 человек.
Хозяйственной деятельностью занимается лишь небольшая часть население. В основном сфера их деятельности — натуральное хозяйство.